# Montello rosso
Il Montello rosso o Montello è una DOCG riservata a un vino la cui produzione è consentita nella provincia di  Treviso, in due comprensori collinari limitrofi posti ai piedi delle Dolomiti.

## Zona di produzione
La zona di produzione comprende l'intero territorio dei comuni di Castelcucco, Cornuda, Monfumo e parte del territorio dei comuni di Asolo, Borso del Grappa, Caerano di San Marco, Cavaso del Tomba, Crespano del Grappa, Crocetta del Montello, Fonte, Giavera del Montello, Maser, Montebelluna, Nervesa della Battaglia, Paderno del Grappa, Pederobba, Possagno, San Zenone degli Ezzelini e Volpago del Montello.

## Storia
Lo sviluppo della viticoltura nella zona avvenne grazie ai monaci benedettini dell'abbazia di Santa Bona e della Certosa del Montello. Nel XIV secolo subentrò la Repubblica Veneta, che la considerò un'importante area vitivinicola.
Nel Milleseicento Giovanni Salamon scrisse che i vini rossi del Montello e dei Colli Asolani venivano venduti nel territorio della Serenissima «pagandosi molto più degli altri vini di altre parti, per essere questi molto buoni e delicati».

## Tecniche di produzione
Sono consentite esclusivamente le forme di allevamento a spalliera semplice.
Le operazioni di vinificazione vanno effettuate all'interno della zona di produzione; sono consentite  anche nell'intero territorio dei comuni compresi nella zona di produzione e in quelli di: Altivole, Arcade, Farra di Soligo, Pieve di Soligo, Trevignano, Valdobbiadene e Vidor.
Ḕ richiesto un affinamento di almeno 18 mesi, di cui almeno 9 mesi in botti e 6 in bottiglia; per la tipologia "Superiore" occorrono 24 mesi di cui almeno 12  in botti e 6 in bottiglia.
L'annata di produzione delle uve è obbligatoria in etichetta. Per la chiusura delle bottiglie sono consentiti solo tappi raso bocca in sughero o derivati.

## Disciplinare
I vini del Montello vennero tutelati con la Denominazione di origine controllata "Montello e Colli Asolani" nel 1977.
Il Montello rosso è stato scorporato come DOCG con DM 13.10.2011, pubblicato sulla Gazzetta Ufficiale n. 248
Successivamente è stato modificato con 
- DM 30.11.2011, pubblicato sul sito ufficiale del Mipaaf
- La versione in vigore è stata approvata con DM  07.03.2014, pubblicato sul sito ufficiale del Mipaaf.[1]

## Tipologie

### Montello rosso

#### Uvaggio
- Cabernet Sauvignon dal 40 al 70%
- Merlot, Cabernet Franc, Carmenère dal 30 al 60% anche congiuntamente.
- Altri vitigni a bacca rossa esclusi gli aromatici massimo del 15%

|                                | Rosso       | Superiore   |
| titolo alcolometrico minimo    | 12,50% vol. | 13,00% vol. |
| acidità totale minima          | 4,50 g/l.   | 4,50 g/l.   |
| estratto secco minimo          | 24,00 g/l   | 26,00 g/l   |
| resa massima di uva per ettaro | 100 q.      | 100 q.      |
| resa massima di uva in vino    | 70 %        | 70 %        |